# Heterachthes sablensis
Heterachthes sablensis là một loài bọ cánh cứng trong họ Cerambycidae.